# Tillandsia caput-medusae
Tillandsia caput-medusae, tên tiếng Anh Octopus Plant hoặc Medusa's Head là một loài thực vật có hoa thuộc họ Bromeliaceae, phân họ Tillandsioideae. Đây là một loài thực vật biểu sinh bản địa của Trung Mỹ và México, T. caput-medusae là một loài Bromeliaceae được trồng phổ biến. Lá dày, hình sóng, thon và xoắn, dài tới 25 cm (10 inch) và phủ lông tơ mịn màu xám. Cụm lá mọc ra từ một thân-hành giả (pseudobulb). Cây đậu quả sau khi nở hoa, như hầu hết các loài Tillandsias khác.
Trong nhà kính, cây có thể ra hoa từ mùa xuân đến đầu hạ. Cụm hoa màu đỏ, thường không nhánh hoặc phân nhánh. Hoa màu tía nhạt dài khoảng 3,2 cm (1,25 inch) với nhị thò ra.